# Terrazzo (materiaal)

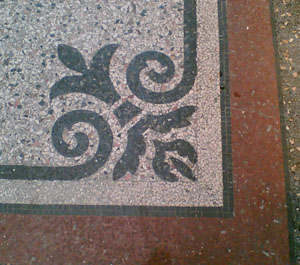
Klassieke terrazzodecoratie op de vloer van de Passage in Den Haag

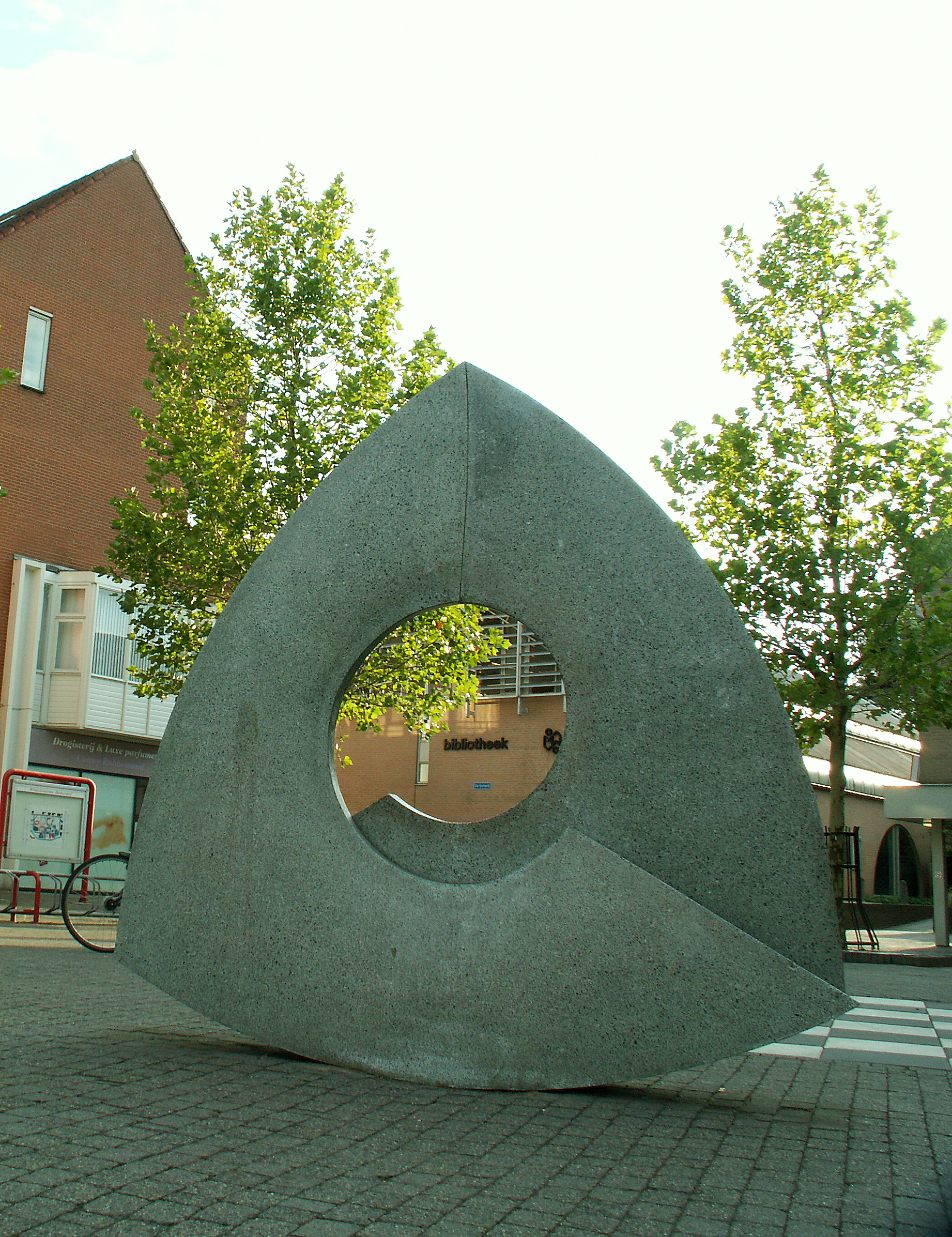
Sculptuur van terrazzo in Leusden door beeldhouwer Gertjan van der Stelt

Terrazzo, ook wel granito , is een naam die gebruikt wordt voor een vloerafwerking, bestaande uit marmerkorrels of korrels van ander materiaal die in al dan niet gekleurde cement of klei zijn gedrukt en na droging gepolijst wordt. Terrazzo is het Italiaanse woord voor terras.
Door verder ontwikkelde technieken is de creatieve vrijheid van terrazzo groter dan die van marmeren vloeren. Er kan gevarieerd worden met vormen en kleuren. De toepassing is daardoor van een goedkope terrasbedekking steeds meer gegroeid naar een decoratieve, zoals de mozaïeken uit de oudheid.
Een bekende terrazzovloer ligt in de Haagse Passage. Deze vloer is in 2006 gerestaureerd.
Terrazzo wordt naast vloeren ook gebruikt voor aanrechtbladen. Het is uitermate stoot- en krasvast. Breukgevaar kan worden voorkomen door toepassing van wapeningsstaal en door bij het ontwerp niet te dunne stroken toe te passen. Het materiaal blijft enigszins poreus waardoor bijvoorbeeld wijnvlekken relatief snel moeten worden verwijderd. Het zogenaamde Venetiaanse terrazzo kenmerkt zich door het gebruik van grover marmer en kalksteengranulaat. Ook deze vorm wordt tegenwoordig in moderne variant weer toegepast

## Geschiedenis
Handgemaakte terrazo bestond al in de  nieuwe steentijd en werd in de klassieke oudheid in Anatolië, het Oude Griekenland en het Romeinse Rijk toegepast.
Vijftiende-eeuwse Venetiaanse arbeiders vonden een nieuwe praktische toepassing voor afgekeurd restmateriaal uit de marmergroeve. Ze gebruikten het om de terrassen rond hun huizen te plaveien.
Terrazzo werd gebruikt bij de bouw van kerken, waarbij veel marmer en graniet werd gebruikt. Het restmateriaal stortte men in de betonnen vloeren. Als op de vloeren veel gelopen werd, raakten ze als het ware gepolijst, waardoor de kleine stukjes graniet en marmer zichtbaar werden. Men vond dit zo mooi dat men er ook andere producten van ging maken.
De ongelijke, grillige brokken marmer werden in klei gedrukt om ze te verankeren. Met platte stenen begonnen ze vervolgens de oneffenheden weg te slijpen. Later werd een speciaal gereedschap, de Galera uitgevonden, waardoor de arbeiders rechtop konden staan bij het polijsten. De Galera bestond uit een lange steel met een verzwaard eind, waaraan de slijpsteen was bevestigd. Hiermee konden zij ook beter gebruikmaken van hun lichaamsgewicht.
Het resultaat was echter een oppervlak met een bleek, dof uiterlijk. Later ontdekten de arbeiders dat geitenmelk de marmerkleur en glans goed naar boven bracht. Tegenwoordig wordt cementgebonden terrazzo machinaal geslepen en gepolijst. 
In Nederland zijn cementgebonden terrazzovloeren vanaf de tweede helft van de 19e eeuw op grotere schaal aangelegd. Vaak werden deze vloeren gelegd door Italianen die afkomstig waren uit de toen arme streek Friuli.
Door moderne technieken is kunststof terrazzo tegenwoordig te maken zonder scheurvorming. Hierdoor kunnen grote vloervelden worden gemaakt. De nieuwe IJhal van het Centraal Station in Amsterdam en de nieuwe perrons van station Delft werden op deze wijze voorzien van krimpvrije terrazzo.
Met name in de Verenigde Staten is kunststof terrazzo populair, onder de naam 'Solid surface'. Door vervanging van cement door epoxy kunnen modernere kleuren worden gemaakt in grote vloervelden zonder krimpscheuren. Door de vermelding van epoxy op de rode lijst voor gevaarlijke stoffen is er door een Nederlands bedrijf, genaamd Duracryl, recent een terrazzo variant op de markt gebracht die wordt gemaakt van flexibele binder op basis van plantaardige biopolymeer.

## Granito
Terrazzo wordt ook wel granito genoemd vaak bij de toepassing als werk- of aanrechtblad. De termen worden door elkaar gebruikt. In Frankrijk en Nederland spreekt men meestal van granito; in Duitsland en Oostenrijk van terrazzo.